# 怪物番組
怪物番組（かいぶつばんぐみ）とは、
1. 怪物を題材とした番組。
2. 驚異的な視聴率を挙げている番組。本項目で述べる。

怪物番組（かいぶつばんぐみ）とは、驚異的な視聴率を挙げている番組のことである。「お化け番組」（おばけばんぐみ）とも言われる。
怪物番組が、どのくらいの視聴率を取ればそのように呼ばれるかは、各年代において視聴形態に変化があるため明確に定義はしにくい。しかし、該当する番組は
- 長期間にわたって放送されており、しかも多くの期間で同じ時間帯の番組の中で圧倒的に高い状態が維持されている
- 他の高視聴率番組と比べても際立って視聴率が高い

などの特徴を持っている。

## 怪物番組と称されている番組
- 8時だョ!全員集合

今や伝説ともいわれ「怪物番組」「お化け番組」の言葉が生まれるきっかけになったといわれるザ・ドリフターズの番組。1970年代から1980年代前半にかけてTBSの土曜夜8時台を席巻。関東地区で平均視聴率27.3%、最高視聴率50.5%を誇った。
- NHK紅白歌合戦

毎年視聴率が高い音楽番組として知られる。1963年の第14回NHK紅白歌合戦にはビデオリサーチ発足以後のテレビ番組としては関東地区調べで史上最高の視聴率81.4%を記録している。
- ザ・ベストテン

特に全盛期（1980年代前期 - 中期まで）には安定した高視聴率を維持しておりTBSの木曜9時台を圧巻。関東地区で最高視聴率41.9%（1981年9月17日放送回）を記録した。
- 新春スポーツスペシャル箱根駅伝

1987年に日本テレビが生中継を開始して以降、視聴率が上昇。2021年の第97回大会では1月2日の往路が31.0％、1月3日の復路が33.7％が歴代最高視聴率であるが、スポーツ中継番組という特性から、年々人気が上昇している。
- めちゃ2イケてるッ!

1996年から2018年にかけて放送されて最高視聴率33.2％を記録している。
- FIFAワールドカップにおける日本戦中継

日本代表が初めて出場し、この大会までNHK単独で放映権を持っていた1998年大会から最低40%台を稼ぐ番組で、日本テレビ（系列）と、系列局の少なさゆえに中継権を獲得することが出来ないテレビ東京（系列）を除いた全民放キー局の関東地区最高視聴率番組がこの中継番組である。
このため、2002年大会から2018年大会までジャパンコンソーシアムが放映権を持っていたため、民間放送で放送される日本戦中継は全都道府県を放送対象地域でカバーするようにネットされていた。